# واتسون‌ها به بیرمنگام می‌روند - ۱۹۶۳
واتسون‌ها به بیرمنگام می‌روند - ۱۹۶۳ (انگلیسی: The Watsons Go to Birmingham – 1963) یک رمان تاریخی-تخیلی نوشته کریستوفر پل کورتیس است که اولین‌بار در سال ۱۹۹۵ توسط انتشارات دلاکورت منتشر شد و در سال ۱۹۹۷ تجدید چاپ شد.
واتسون‌ها به بیرمنگام می‌روند - ۱۹۶۳ واقعیت‌های بی‌عدالتی نژادی را به مخاطبان بزرگسال و جوان منتقل می‌کند. و جوایز و افتخارات معتبر زیادی را به‌خاطر موضوعات عشق، خانواده و نژادپرستی دریافت کرده است.

## سبک
پروفسور راشل کوئل معتقد است که واتسون‌ها به بیرمنگام می‌روند - ۱۹۶۳ از ژانر داستانی-تاریخی معمولی با زمینه‌سازی رویدادهای بمب‌گذاری در کلیسای باپتیست خیابان شانزدهم و فراهم کردن فرصتی برای خوانندگان برای یادگیری در مورد بی‌عدالتی اجتماعی، فراتر می‌رود.